# تسعة ألغاز
تسعة الغاز (بالكورية: 나인 퍼즐) هو مسلسل تلفزيوني كوري جنوبي، من بطولة سون سوك كو، كيم دا-مي، بدا عرضه على ديزني+ في 21 مايو الى 4 يونيو 2025.
تم إصدار الحلقات الست الاولى يوم الأربعاء 21 مايو 2025، و3 حلقات يوم الأربعاء 28 مايو، وحلقتين يوم الأربعاء 4 يونيو، بمجموع 11 حلقة.

## القصة
في إحدى الليالي، قُتل عم يون يي-نا (كيم دامي)، الذي كان بمثابة أب وأم وصديق لها. كانت الشاهدة الوحيدة في قضية مقتل عمها. كما اشتبه بها كيم هان سايم (سون سوك كو) بأنها القاتلة. بعد عشر سنوات، تعمل يي-نا الآن كمحللة جنائية. وهي عضو في فريق التحليل الجنائي في وكالة شرطة العاصمة سول منذ ست سنوات. عادةً ما تكون يي-نا أول من يكتشف دوافع الجريمة من مسرح الجريمة. تلتقي يي-نا الآن بكيم هان سايم، الذي كان مقتنعًا بأنها قتلت عمها. ويعملان معًا لكشف حقيقة الجريمة.

## الطاقم
- سون سوك كو في دور كيم هان-سايم[2]
- كيم دامي في دور يون يي-نا[2]
- كيم سونغ كيون - يانغ جيونغ هو[4]
- هيون بونغ سيك - تشوي سان[4]
- كواك جا هيونغ - نو سو جوانغ[4]
- كيم دو جيون[4]
- لي جو يونغ - شرطية
- بارك جيو يونغ - طبيبة نفسية[5]
- كيم يي-وون[5]

### ظهور خاص
- هوانغ جونغ مين[4]
- جي جن هي
- لي سونغ مين[4]
- بارك سونغ وونغ[4]
- لي هي جون[4]

## الإنتاج
المسلسل من اخراج يون جونغ-بين الذي عمل على فيلم رجل العصابات المجهول: قواعد الزمن (2012)، وشارك في كتابة فيلم المباراة (2025)، وكتابة لي اون-مي التي كتبت مسلسل النفق (2017)، نافيليرا (2021). ومن تخطيط كاكاو إنترتينمنت وانتاجه من قبل شركتها التابعة مونلايت فيلم لصالح ديزني+. بلغت الميزانية الإجمالية للمسلسل 30 مليار وون.

## الاستقبال
احتل المسلسل المرتبة العاشرة عالميًا في فئة البرامج التلفزيونية على ديزني+ في الأسبوع الأول من إصداره. وصل إلى المركز الأول في كوريا واليابان ودول أخرى، وحضى باهتمام من المشاهدين العالميين، حيث تصدر ضمن المراكز العشرة الأولى في 6 دول (حتى 26 مايو، وفقًا لـموقع فيلكس باترول). وعلى موقع IMDb، وهو أكبر موقع لتقييمات المحتوى في العالم، سجل المسلسل تقييمًا مرتفعًا متوسط 9.4 لكل حلقة، كما أن الحلقات التي تم إصدارها حتى الآن، تلقت مراجعات إيجابية من وسائل الإعلام الأجنبية والمحلية.
وفقًا لديزني+ ، أعتبارا من يوم 30 مايو، احتل مسلسل المرتبة الأولى كأكثر العروض مشاهدة بين جميع المسلسلات والأفلام في منطقة آسيا ودول المحيط الهادئ وفي كوريا، اليابان، ماليزيا، إندونيسيا، تايلاند، الفلبين، سنغافورة.

## روابط خارجية
- تسعة ألغاز على موقع IMDb (الإنجليزية)
- تسعة ألغاز على موقع قاعدة بيانات الفيلم (الإنجليزية)
- تسعة ألغاز على هانسينما